# 아히야
아히야(Ahijah the Shilonite)는 구약성경에 나오는 선지자로, 여로보암 1세때 활동했다.

## 성경적 해석
아히야는 자신의 옷 12조각 중 10조각을 여로보암에게 주었다. 그리고 하나님께서 당신을 왕으로 세우셨다고 예언했다. 하지만 여로보암이 타락한 후 여로보암의 아들 아비야가 병에 걸리자 여로보암은 자신의 아내를 분장시켜 아히야에게 보냈고 아히야는 아비야의 죽음을 예언했다. 그 후 아비야는 아히야의 말대로 죽게 되었다.